# 테크니컬 데스 메탈
테크니컬 데스 메탈(Technical Death Metal)은 데스 메탈의 하위 장르 중 하나이며 1990년대 초반부터 중반까지 발전한 장르이다. 장르의 특징으로 매우 기교적인 기악 연주와 복잡한 작곡이 있으며 '프로그레시브 데스 메탈(Progressive Death Metal)'이라고도 불린다.

## 역사
1980년대 후반과 1990년대 초반에 데스, 어트로시티, 에이시어스트, 시닉과 같은 밴드들에 데스 메탈 내에서 기교적인 실험들이 행해졌다.
이 장르만의 독자적 특징으로 역동적인 곡의 구조, 복잡하고 틀에서 벗어난 리듬 체계, 자주 사용되는 축소된 코드와 아르페지오, 빈번한 홀수 박자의 코드 진행, 기타의 줄 이동 등이 있다. 베이스 기타 연주 또한 이와 비슷하며 드럼 연주는 극도로 빠른 속도의 블래스트 비트와 그 외 다른 익스트림 드러밍의 기술을 차용한다.

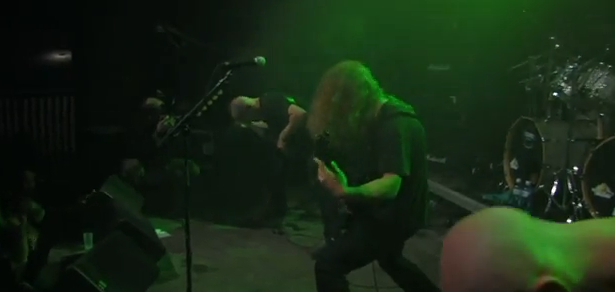
2010년 공연 중인 네크로파지스트

이 장르를 발전시킨 중요 작품들로는 에이시어스트의 1989년 발매작이자 그들의 데뷔 음반인 Piece of Time이 있다. 이 음반은 재즈와 프로그레시브 메탈의 영향을 받아 데스 메탈을 좀 더 복잡한 수준까지 끌고 갔다는 것에 의의가 있다. 1991년에는 그라인드코어에 영향을 받은 뉴욕 출신의 밴드 서포케이션이 그들의 데뷔 음반 Effigy of the Forgotten을 발매한다. 이 음반은 복잡한 작곡과 함께 극도의 속도와 데스 메탈의 공격성에 치중했다. 또한 에이시어스트의 두 번째 음반 Unquestionable Presence, 페스틸런스의 세 번째 음반 Testimony of the Ancients, 데스의 네 번째 음반 Human 모두 같은 해에 발매되었다. Human과 이후의 데스의 음반들은 1990년대 후반 테크니컬 데스 메탈 밴드들에게 큰 영향을 미치게 되었다.

## 대표 밴드들
- 비트윈 더 베리드 앤드 미
- 데스
- 디스파이즈드 아이콘
- 고지라
- 나일
- 오페스